# Aiolopus meruensis
Aiolopus meruensis is een rechtvleugelig insect uit de familie veldsprinkhanen (Acrididae). De wetenschappelijke naam van deze soort is voor het eerst geldig gepubliceerd in 1910 door Sjöstedt.